# Cosmos 238
Cosmos 238 fu l'ultima di una serie di missioni di collaudo prive di equipaggio del programma Sojuz sovietico prima del lancio della Sojuz 3. La navicella Sojuz, ulteriormente modificata in seguito alle precedenti esperienze, eseguì diverse manovre orbitali, nonché il collaudo del corretto funzionamento di tutti i sistemi necessari per la delicata fase di rientro e di atterraggio. La tragica esperienza della Sojuz 1, terminata con la morte del cosmonauta Vladimir Komarov, aveva reso necessario queste missioni prive di equipaggio onde minimizzare il rischio per le nuove missioni equipaggiate, verso le quali i responsabili dei programmi spaziali sovietici si stavano avventurando. La corsa verso la Luna si trovava nella sua fase più calda ed i programmi di allunaggio sovietico (i cui dettagli si scopriranno comunque appena dopo il 1990) prevedevano di essere in grado il più presto possibile a far sì che fosse un cosmonauta sovietico ad essere il primo essere umano a camminare sulla Luna.